# Crush (album de 2NE1)
Pour les articles homonymes, voir Crush.
Albums de 2NE1
2NE1 2nd Mini Album
EP (2011)
Singles
1. Come Back Home
Sortie : 27 février 2014
2. Gotta Be You
Sortie : 27 février 2014

Crush est le second album studio du groupe de musique féminin sud-coréen, 2NE1.
L'album est sorti le 26 février 2014 dans sa version numérique et le 7 mars 2014 dans sa version physique, toujours sous le label YG Entertainment. Le groupe a travaillé avec Teddy Park, Masta Wu, Choice 37, Dee.P et Peejay. G-Dragon a co-écrit le titre Good to You. CL a écrit/co-écrit 5 des 10 titres de l'album.
L'album est disponible en deux versions, Pink Edition et Black Edition. Ces éditions comprennent en plus du disque un livret, un poster ainsi qu'une photo dédicacée de chaque membre.

## Liste des titres
| No  | Titre                               | Auteur          | Composer , Producteur(s) | Durée |
| --- | ----------------------------------- | --------------- | ------------------------ | ----- |
| 1.  | Crush                               | CL              | CL, Choice 37            | 3:14  |
| 2.  | Come Back Home                      | Teddy           | Teddy, PK, Dee.P         | 3:49  |
| 3.  | Gotta Be You                        | Teddy, Masta Wu | Teddy, PK                | 3:51  |
| 4.  | If I Were You                       | CL              | CL, Dee.P                | 3:30  |
| 5.  | Good to You                         | Teddy, G-Dragon | Teddy, Choice 37         | 3:40  |
| 6.  | MTBD (CL solo)                      | Teddy, CL       | Teddy                    | 3:15  |
| 7.  | Happy                               | Teddy           | Teddy                    | 3:36  |
| 8.  | Scream (Version coréenne)           | CL              | Teddy, Dee.P             | 3:40  |
| 9.  | Baby I Miss You                     | CL              | CL, Choice 37, Peejay    | 3:12  |
| 10. | Come Back Home (Version acoustique) | Teddy           | Teddy, PK, Dee.P         | 3:13  |

## Réception et récompenses
À sa sortie, Crush prend la tête de tous les charts coréens et se classe dans le Top 10 des albums sur iTunes dans plus de 10 pays différents. L'album atteint la 61e place du Billboard Hot 200 aux États-Unis en écoulant plus de 5.000 copies en 6 jours, une première dans l'histoire de la K-Pop. 2NE1 est à ce jour le seul groupe coréen/artiste asiatique à avoir établi un tel record.
En mars 2014 le réputé magazine de critique musicale Pitchfork attribue à l'album la prestigieuse note de 7.3/10.
En décembre 2014 Crush figure à la 6e place de la liste des 20 Meilleurs Albums Pop de l'année 2014 du grand magazine américain Rolling Stone. L'album est également présent -à la 39e place- dans la liste des 40 Meilleurs Albums de l'année 2014 du magazine Fuse aux côtés de grands noms de la musique tels que Eminem, Prince, Mary J. Blige et d'artistes montant tels que Sam Smith entre autres.

L'album se classe en fin d'année à la 11e place du Billboard's World Albums Chart et à la 1re place du Billboard's Top 10 K-Pop Albums of 2014 aux États-Unis toujours.
Come Back Home est le 11e numéro 1 du groupe. Le single a reçu de nombreux prix notamment celui de la vidéo de K-Pop favorite aux MYX Music Awards aux Philippines, celui du meilleur titre électronique aux Melon Music Awards et enfin un YouTube Music Awards en 2015.

Le single Gotta Be You a atteint la 3e place en Corée du Sud et a été nommé chanson de l'année aux MTV Iggy Awards en fin d'année 2014.

## Classement et ventes

### Ventes numériques
| Chanson                             | Ventes    |
| ----------------------------------- | --------- |
| Come Back Home                      | 1,294,905 |
| Gotta Be You                        | 930,879   |
| If I Were You                       | 806,471   |
| MTBD (CL solo)                      | 647,690   |
| Crush                               | 484,432   |
| Happy                               | 367,028   |
| Good to You                         | 328,465   |
| Scream (Version coréenne)           | 306,142   |
| Baby I Miss You                     | 263,462   |
| Come Back Home (Version acoustique) | 156,977   |
| Total                               | 5,586,451 |

### Ventes physiques
| Classement                                | Meilleure position | Copies vendues | Total des ventes |
| ----------------------------------------- | ------------------ | -------------- | ---------------- |
| Corée du Sud (Gaon Chart)                 | 1                  | 66,004         | 78,004           |
| Japon (Oricon)                            | 36                 | 7,000          | 78,004           |
| Taïwan (G-Music Combo Chart)              | 2                  | -              | 78,004           |
| Philippines                               | 1                  | -              | 78,004           |
| Singapour                                 | 1                  | -              | 78,004           |
| Viêt Nam                                  | 1                  | -              | 78,004           |
| Hong Kong                                 | 1                  | -              | 78,004           |
| États-Unis (Billboard World Albums Chart) | 1                  | -              | 78,004           |
| États-Unis (Billboard Hot 200)            | 61                 | 5,000          | 78,004           |
| Royaume-Uni (iTunes Top 10 Albums Chart)  | 4                  | -              | 78,004           |
| France (iTunes Top 10 Albums Chart)       | 3                  | -              | 78,004           |
| Allemagne                                 | 43                 | -              | 78,004           |
| Pays-Bas                                  | 27                 | -              | 78,004           |
| Canada (iTunes Top 10 Albums Chart)       | 1                  | -              | 78,004           |
| Danemark (iTunes Top 10 Albums Chart)     | 4                  | -              | 78,004           |
| Suède (iTunes Top 10 Albums Chart)        | 1                  | -              | 78,004           |
| Norvège (iTunes Top 10 Albums Chart)      | 1                  | -              | 78,004           |
| Finlande (iTunes Top 10 Albums Chart)     | 1                  | -              | 78,004           |
| Australie (iTunes Top 10 Albums Chart)    | 1                  | -              | 78,004           |
| Grèce                                     | 7                  | -              | 78,004           |
| Mexique                                   | 4                  | -              | 78,004           |